# How Can Heaven Love Me
How Can Heaven Love Me è un singolo della cantante britannica Sarah Brightman, pubblicato nel 1995 ed inserito nell'album Fly.
Il brano vede la partecipazione del cantante e chitarrista inglese Chris Thompson (Manfred Mann's Earth Band). I due artisti hanno collaborato nuovamente nel 2007 per Where the Lost Ones Go, brano presente nell'album Symphony.

## Tracce
CD
1. How Can Heaven Love Me (Radio Version)
2. How Can Heaven Love Me (Video Version)
3. How Can Heaven Love Me (Album Version)
4. How Can Heaven Love Me (Pop Version)
5. How Can Heaven Love Me (PeCh's Favourite mix)
6. How Can Heaven Love Me (Extended mix)
7. How Can Heaven Love Me (Knock Out mix)
8. How Can Heaven Love Me (Damage Control mix)
9. How Can Heaven Love Me (PeCh/Sir Sholt remix)
10. How Can Heaven Love Me (Tranceliner remix)